# Frobenius-Institut

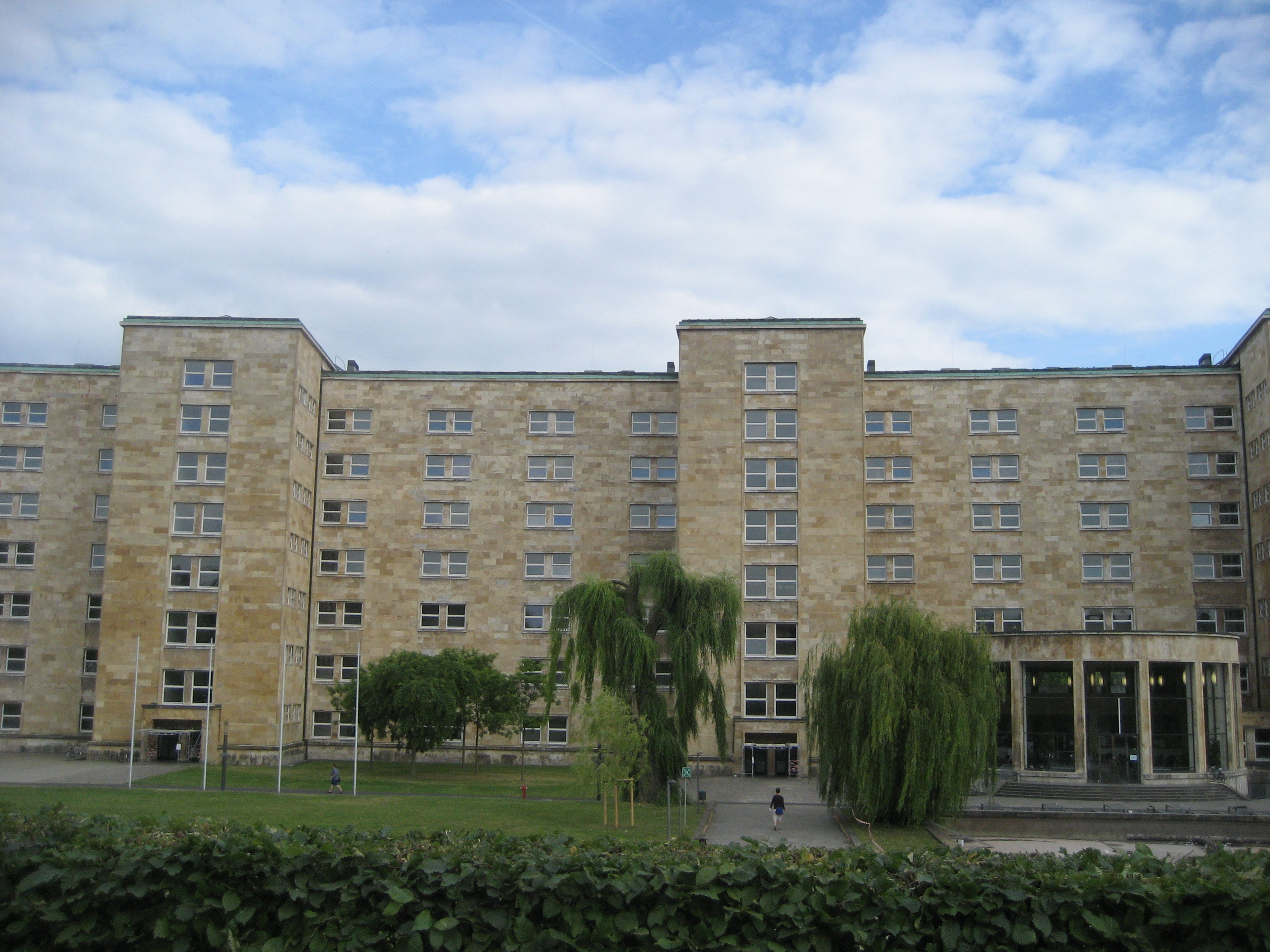
I.G.-Farben-Haus in Frankfurt, Standort des Frobenius Institutes (2014)

Das Frobenius-Institut für kulturanthropologische Forschung ist benannt nach seinem Gründer, dem Ethnologen Leo Frobenius. Es ist in Frankfurt am Main ansässig und der Johann Wolfgang Goethe-Universität assoziiert. Das älteste in Deutschland angesiedelte ethnologische Institut arbeitet eng mit dem Institut für Historische Ethnologie sowie mit dem Museum der Weltkulturen der Stadt zusammen.

## Geschichte

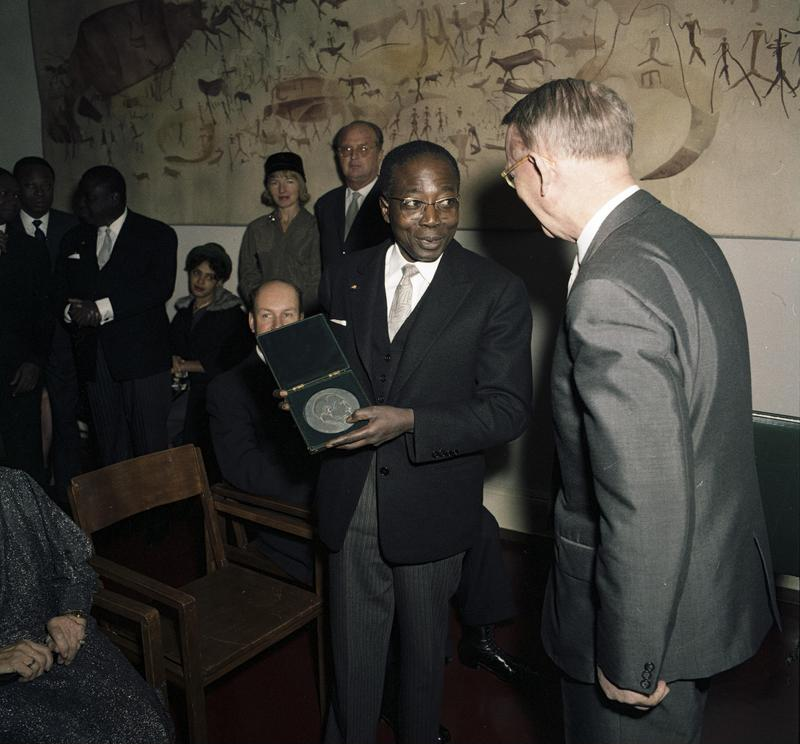
Adolf Ellegard Jensen und der senegalesische Staatspräsident Léopold Sédar Senghor am 11. November 1961 bei der Verleihung der Leo-Frobenius-Medaille.

Gegründet wurde das Institut 1898 als Stiftung Afrika Archiv in Berlin, 1920 siedelte es sich als Forschungsinstitut für Kulturmorphologie in München an. Ab 1925 war es angegliedert an die Goethe-Universität in Frankfurt und 1946 umbenannt zur heutigen Bezeichnung. Nachfolger von Leo Frobenius als Institutsleiter waren während des Krieges zeitweilig kommissarisch Karin Hahn-Hissink, ab Oktober 1945 Adolf Ellegard Jensen, von 1965 bis 1966 Carl A. Schmitz, von 1968 bis 1992 Eike Haberland, von 1996 bis 2016 Karl-Heinz Kohl und seit 2017 Roland Hardenberg.
Leo Frobenius unternahm ab 1934 eine umfangreiche Forschungsexpedition nach Afrika, dazu warb er den Künstler Alf Bayrle an, der damals in Paris lebte. Ziel der Expedition war das „alte Afrika möglichst flächendeckend und systematisch zu dokumentieren“. Die entstandenen Bilder sind nicht nur von wissenschaftlicher Bedeutung, sondern auch von künstlerischer und beeinflussten wesentlich das spätere Werk des Künstlers und die Wahrnehmung afrikanischer Kultur.
Bekannte Mitarbeiter des Instituts sind oder waren Maria Weyersberg, Christian Feest, Hans Rhotert, Ewald Volhard, Heinz Wieschhoff und Karin Hahn-Hissink.
Am 11. November 1961, dem letzten Tag seines Staatsbesuchs in Deutschland, empfing Adolf Ellegard Jensen den senegalesischen Staatspräsidenten Léopold Sédar Senghor im Frobenius-Institut und verlieh ihm die für diesen Anlass eingeführte Leo-Frobenius-Medaille für dessen Beschäftigung mit dem Lebenswerk von Frobenius. Diese Auszeichnung wurde, soweit bekannt, nur ein weiteres Mal vergeben: 1964 an Jensen selbst anlässlich seiner Emeritierung.

## Aufgaben und Aktivitäten
Das Institut hat seinen Arbeitsschwerpunkt in der ethnologischen und historischen Forschung in Afrika, zusätzlich werden auch die Regionen Süd- und Südostasien, Australien, Süd- und Nordamerika sowie Ozeanien eingeschlossen. Aktuell konzentrieren sich die Projekte auf die kulturellen Veränderungen durch die Globalisierung.
Das Institut vergibt außerdem jährlich einen Forschungsförderungspreis für überdurchschnittliche Dissertationen zu ethnologischen oder kulturwissenschaftlichen Themen.
Ebenfalls in jährlichem Turnus organisiert das Frobenius-Institut mit finanzieller Unterstützung der Hahn-Hissinkschen Frobenius-Stiftung die Jensen-Gedächtnis-Vorlesung. Hierzu werden renommierte Wissenschaftler aus dem Ausland für ein Semester eingeladen.

## Bestand
Die Bestände umfassen wissenschaftliche Sammlungen und Nachlässe, die Ergebnisse der Sammel- und Dokumentationstätigkeit sind, die mit der Gründung des Afrika-Archivs begannen und auch nach dem Tod von Leo Frobenius 1938 fortgesetzt wurden. Neben dem  Bildarchiv, das sowohl Fotos der Forschungsexkursionen als auch Zeichnungen und Kopien von Felsbildern beinhaltet, hat das Institut ein Nachlass-Archiv, das den Nachlass des Institutsgründer, ehemaliger Direktoren und wissenschaftlichen Mitarbeiter beheimatet. Zudem gibt es eine eigene ethnographische Sammlung von ca. 6000 Objekten. Dem Frobenius-Institut angeschlossen ist auch die Völkerkundliche Bibliothek. Mit heute ca. 127.000 Bänden ist sie die älteste und umfangreichste ethnologische Bibliothek im deutschsprachigen Raum.
Beheimatet im Institut ist die Deutsche Gesellschaft für Völkerkunde.
Die Felsbildsammlung des Frobenius-Instituts wurde im November 2021 vom Deutschen Nominierungskomitee für das UNESCO-Weltdokumentenerbe einstimmig nominiert. Eine Entscheidung über die Anerkennung fällt voraussichtlich 2026 in Paris.

## Direktoren
- 1946–1965: Adolf E. Jensen
- 1965–1966: Carl A. Schmitz
- 1968–1992: Eike Haberland
- 1996–2016: Karl-Heinz Kohl
- seit 2017: Roland Hardenberg

## Galerie

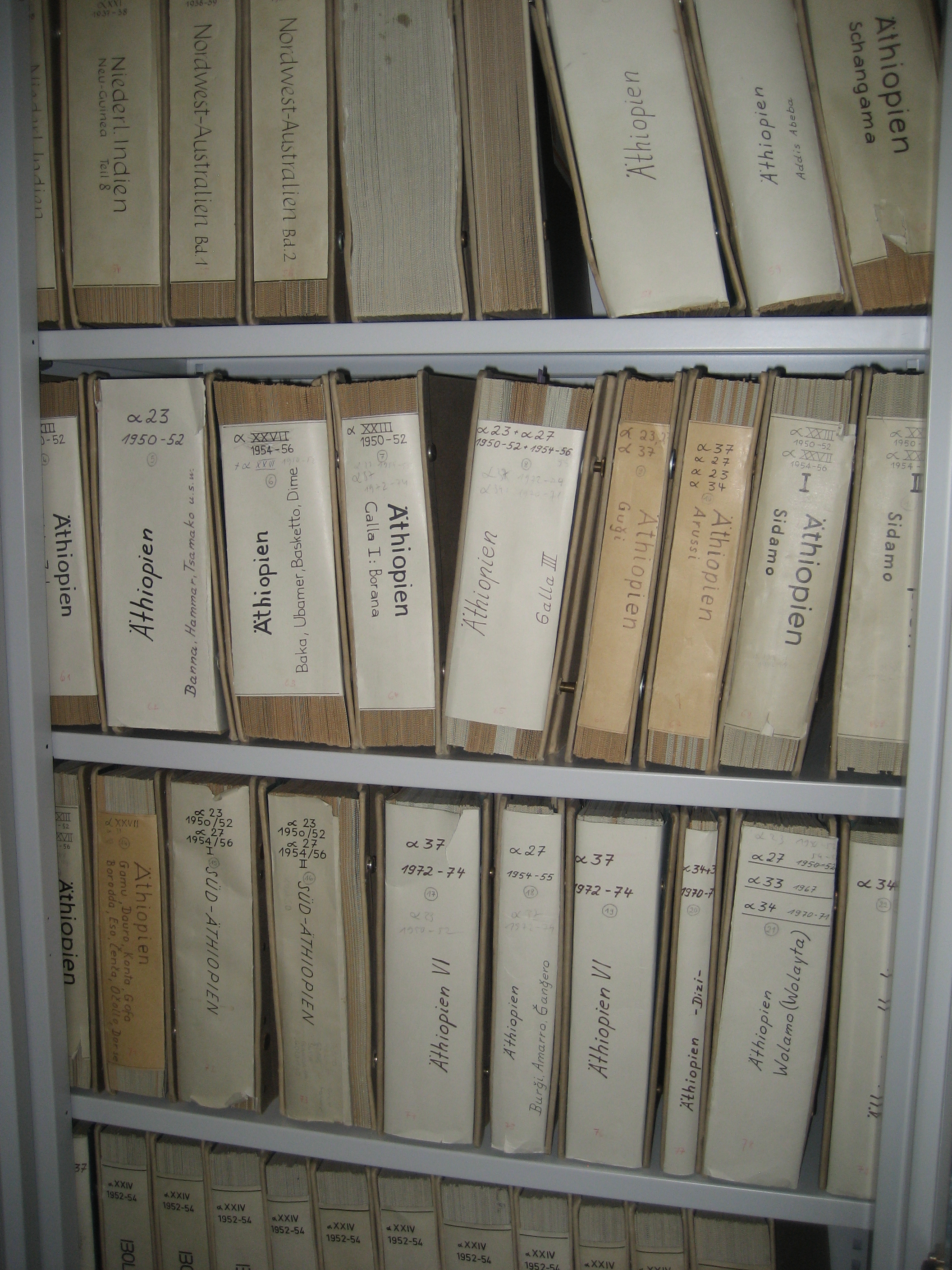
Sammlung Frobenius-Institut (Frankfurt)
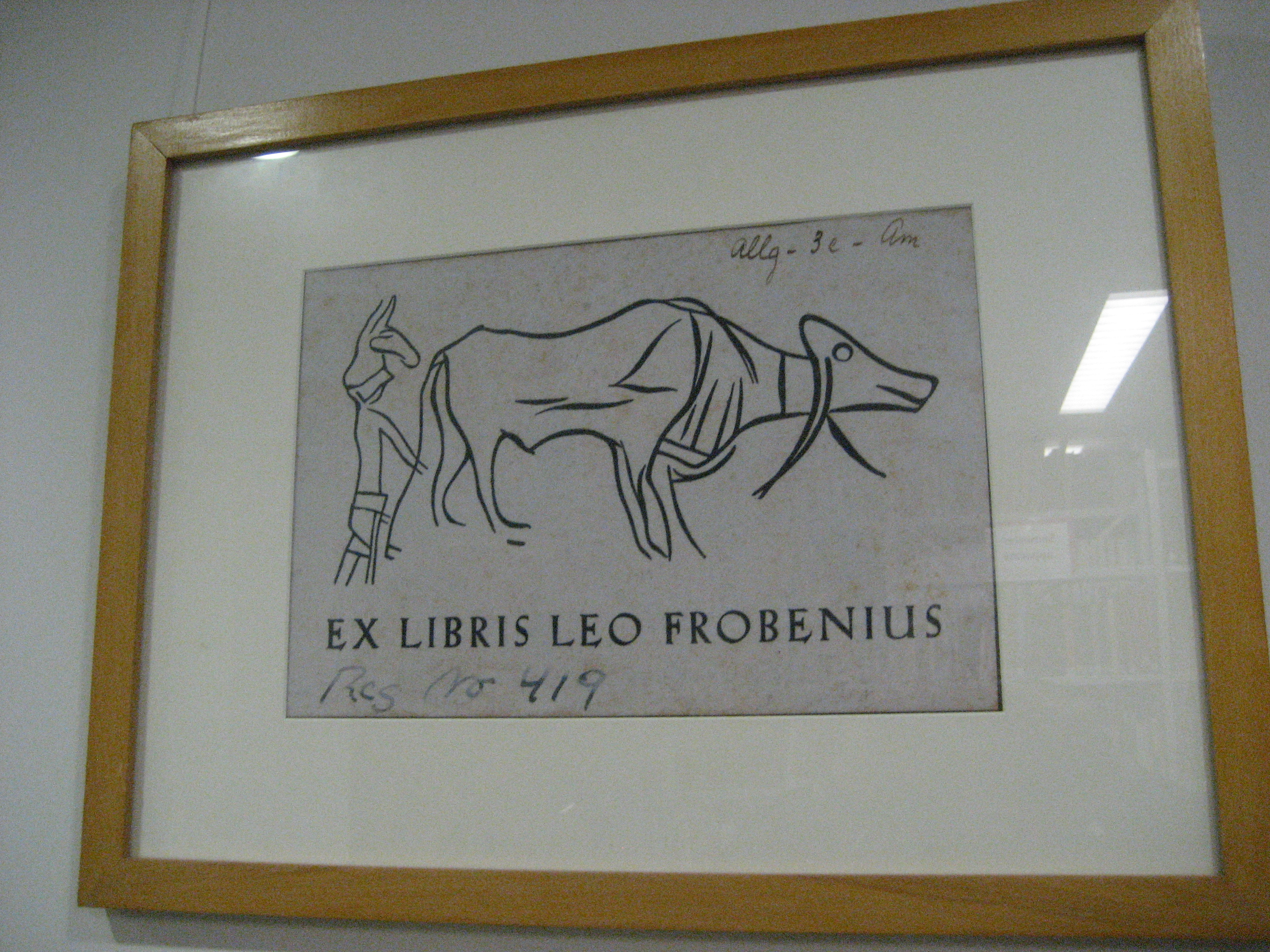
Ex Libris Leo Frobenius
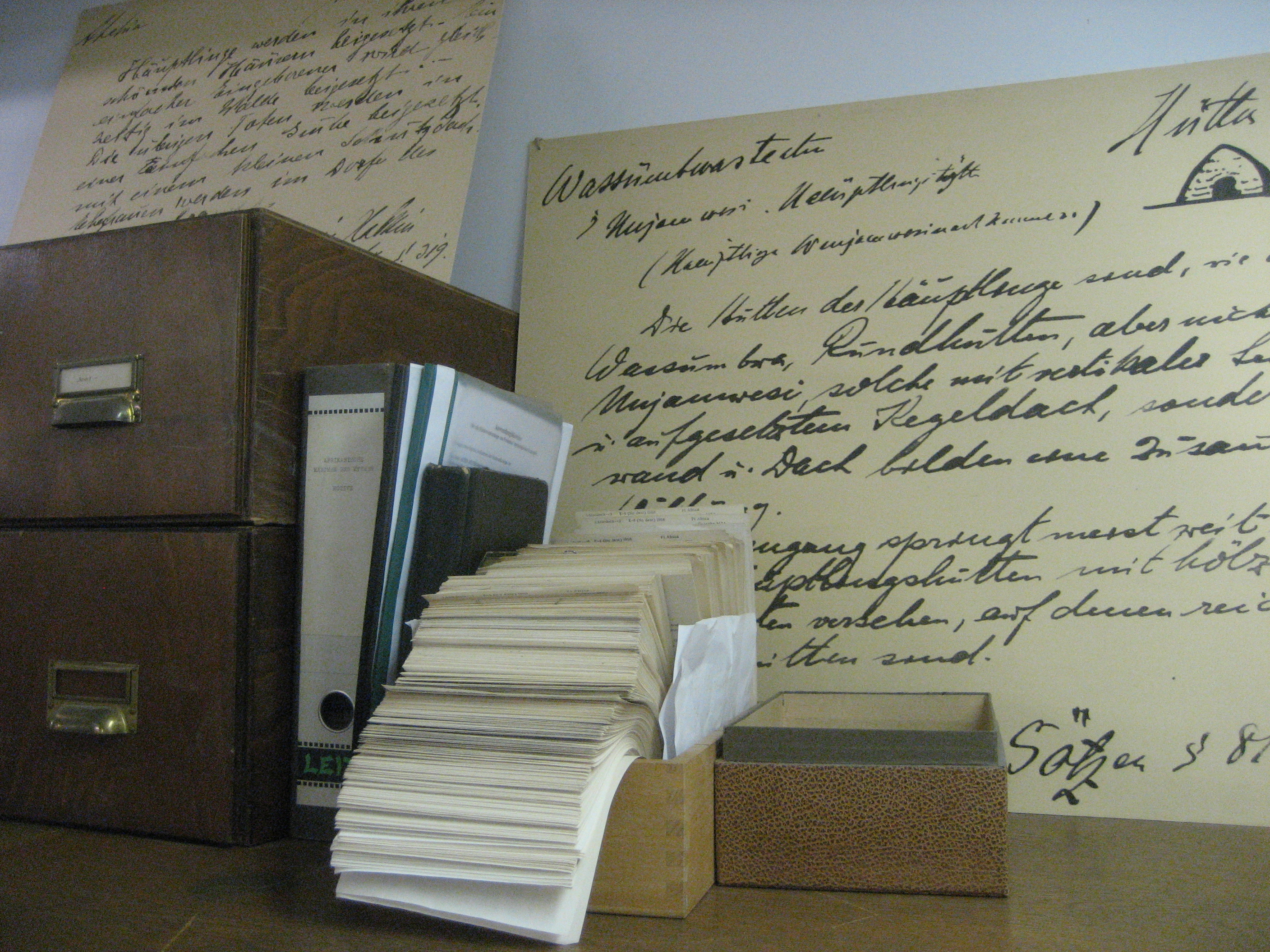
Sammlung Frobenius
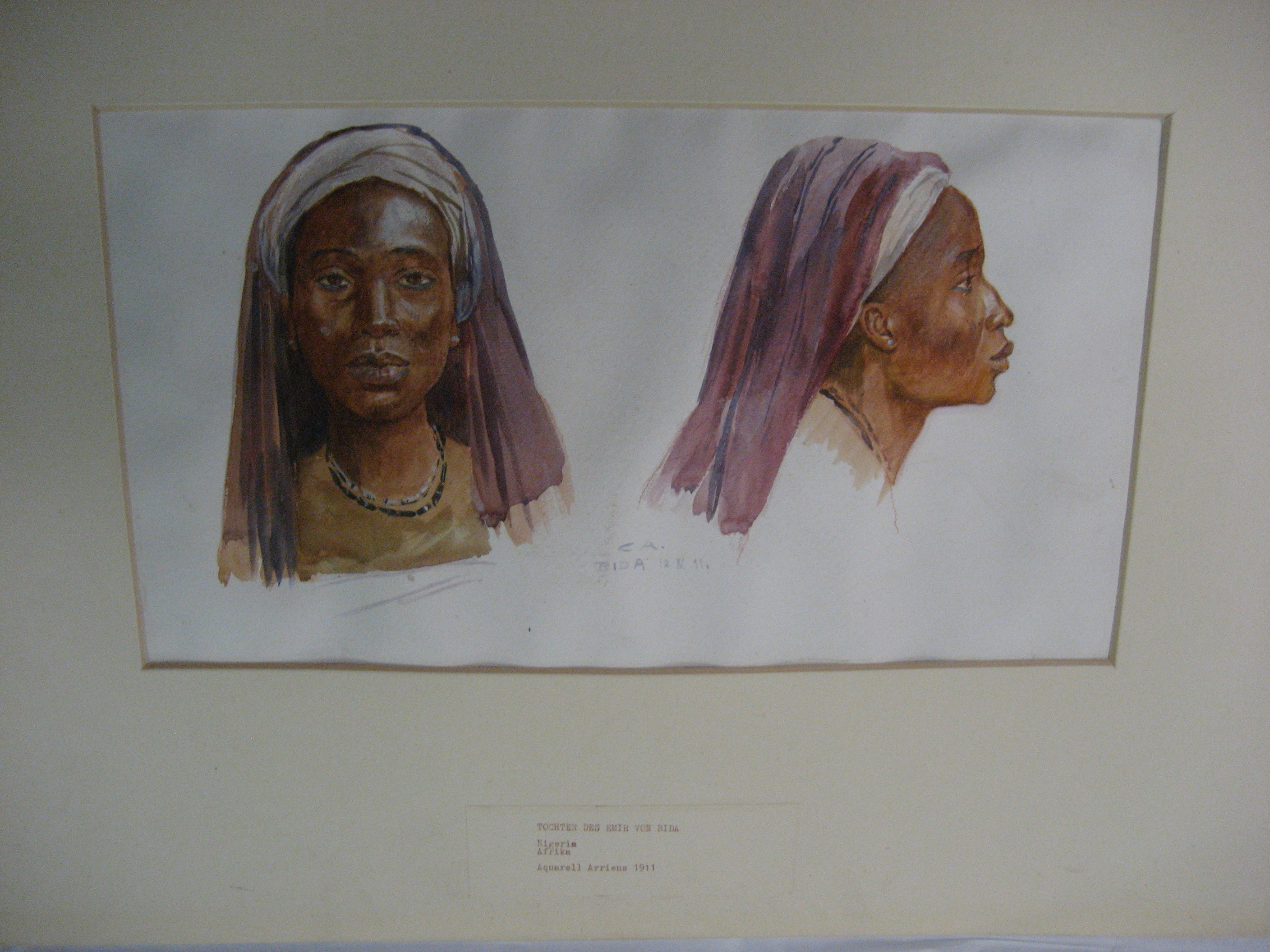
Tochter des Emir von Bida, Nigeria. Aquarell von Carl Arriens, 1911
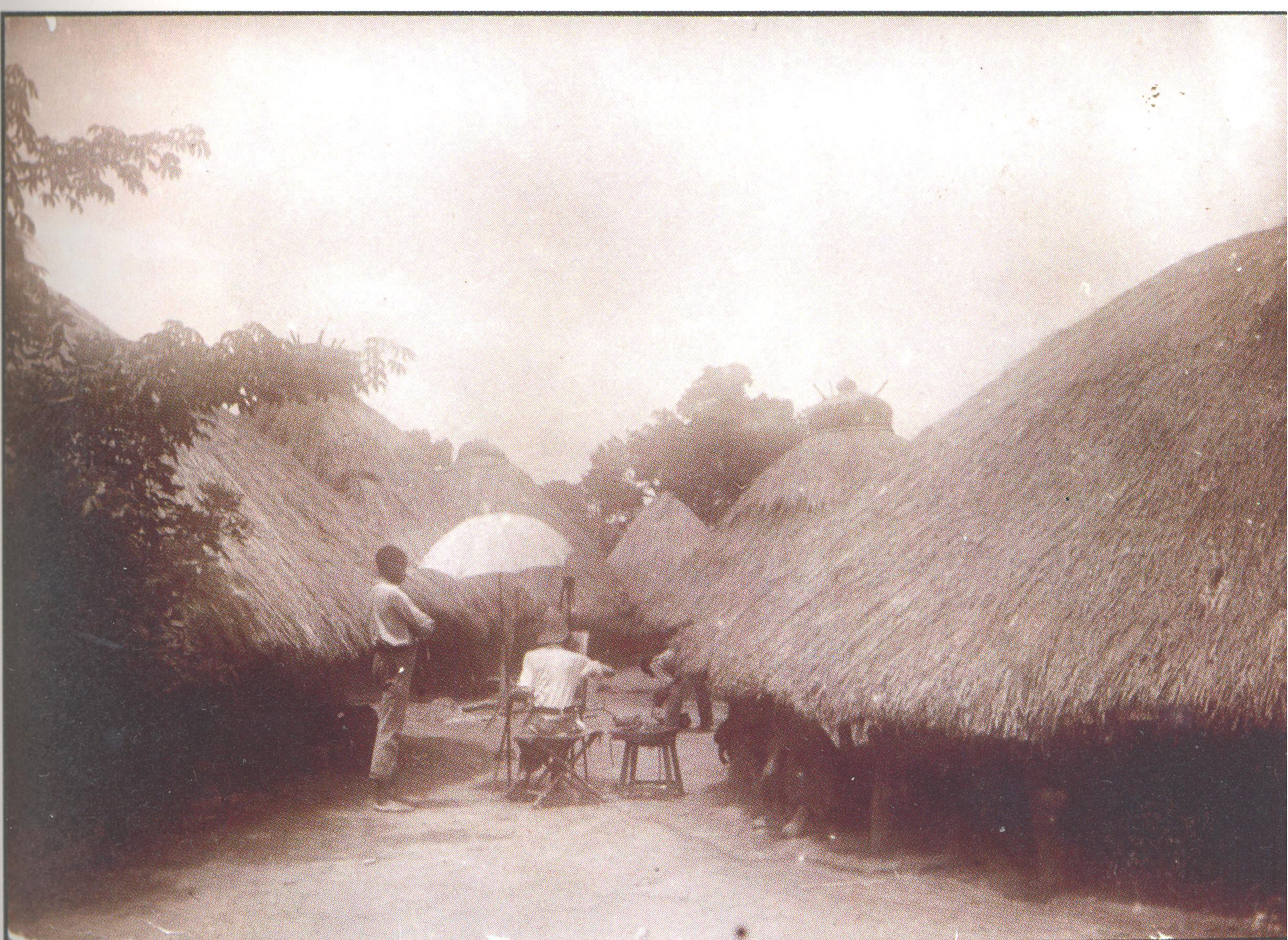
Carl Arriens in der Benue-Region, Nigeria, 1911. Foto von Leo Frobenius

## Belege
1. ↑  Informationen auf der Seite des Instituts (Memento vom 17. Januar 2016 im Internet Archive)
2. ↑  Beschreibung: Bild / Foto vom 11. November 1961
3. ↑  Wortlaut der Stiftungsurkunde. In: Paideuma: Mitteilungen zur Kulturkunde, Band 8, Heft 2, Dezember 1962
4. ↑  Ben Verhoeven: Er hat „Afrika seine Würde und Identität wiedergegeben“. Leo Frobenius und seine Bedeutung für das Konzept der Négritude. Universität Köln, 2012, Fn. 11
5. ↑  Meinhard Schuster: Aus der Deutschen Gesellschaft für Völkerkunde. In: Zeitschrift für Ethnologie, Band 90, Heft 1, 1965, S. 127–132, hier S. 127
6. ↑  Darstellung des Projekts (Memento vom 22. Oktober 2016 im Internet Archive), Suchmaske der Datenbank
7. ↑  Katalog der Bibliothek
8. ↑  Deutschlandfunk Kultur: Felsbildsammlung als Weltdokumentenerbe nominiert. 15. November 2021 (abgerufen am 16. November 2021)